# Cheval plongeur

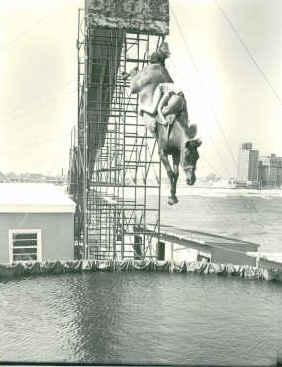
Cheval plongeur du Carver's Wild West Show en février 1907.

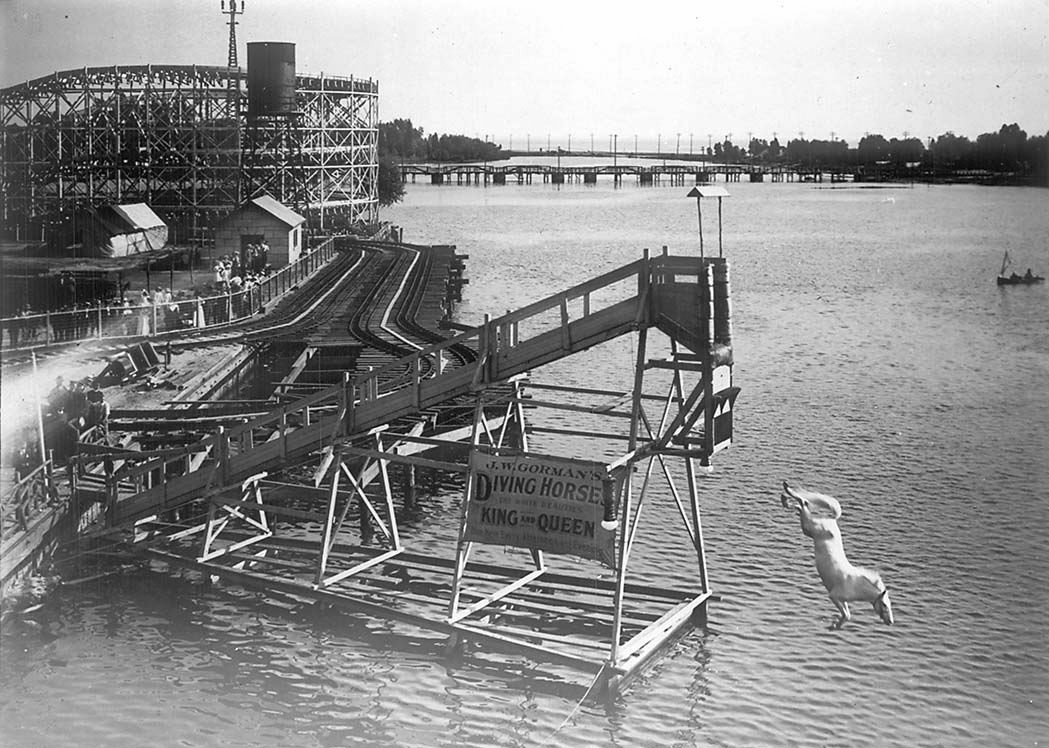
Le cheval plongeur de Hanlan's Point Amusement Park à Toronto, Canada, vers 1907

Un cheval plongeur est une attraction populaire des années 1880 jusqu'aux années 1940, dans laquelle un cheval, monté ou non, plonge dans une étendue d'eau, parfois depuis une hauteur allant jusqu'à 18 mètres.

## Histoire

### Spectacle itinérant
Les spectacles de chevaux plongeurs ont été inventés par William "Doc" Carver (en). En 1881, ce dernier traverse un pont partiellement effondré au-dessus de la Platte River (Nebraska) quand son cheval tombe et plonge dans l'eau en-dessous, lui inspirant l'idée de cette attraction. Carver entraîne plusieurs animaux à plonger et commence un spectacle itinérant. Son fils, Al Floyd Carver, construit la tour et la rampe du plongeoir. Sa fille, Lorena Carver, devient sa première cavalière.
En février 1907, la troupe se produit à San Antonio au Texas lorsque Oscar Smith, un jeune cavalier de 18 ans, se tue dans sa chute, tandis que le cheval survit. Deux jours plus tard, taisant ce tragique accident, la publicité promet que « les cinq chevaux plongeurs plongeront tous ».

### Atlantic City Steel Pier
Sonora Webster entre dans ce spectacle en 1924. Elle épouse Al Floyd qui reprend l'attraction à la mort de son père en 1927. Le spectacle de chevaux plongeurs devient permanent dans le parc d'attraction Steel Pier à Atlantic City deux ans plus tard : du haut d'une tour de 12 mètres, le cheval plonge dans un bassin de 4 mètres de profondeur. En 1930, Arnette French, la sœur cadette de Sonora, âgée de 15 ans, rejoint l'équipe pour cinq saisons, au cours desquelles elle est sujette à en moyenne une fracture osseuse par an. En 1931, Sonora et son cheval Red Lips perdent l'équilibre sur la plate-forme du plongeoir. Sonora survit à sa chute, mais devient aveugle en raison d'un décollement des deux rétines consécutif au choc. Malgré sa cécité, elle continue d'assurer le spectacle durant 11 saisons, jusqu'en 1942,.
En 1978, l'état de dégradation de l'infrastructure d'Atlantic City contraint à fermer l'attraction dont les deux derniers chevaux, Gamal (26 ans) et Shiloh (9 ans), sont achetés par le Fund for Animals (en),. Devenu propriétaire des lieux, Donald Trump remonte un spectacle similaire avec une mule en 1993-1994 ; ce spectacle est arrêté sous la pression des défenseurs des droits des animaux,.

### Lake George Magic Forest
À Lake George, le parc à thème Magic Forest a détenu les derniers chevaux plongeurs qui se soient produits dans l'État de New York. Le spectacle a été au programme depuis 1977, à l'origine avec le cheval nommé Rex, remplacé plus tard par son fils, un hongre du nom de Lightning. Le gestionnaire du parc assurait n'utiliser aucun cavalier et aucun « truc » du type décharge électrique ou porte piégée. Le cheval plongeait librement deux fois par jour pendant la saison estivale (deux mois), du haut d'une passerelle de 3 mètres, dans un bassin de 4 mètres de profondeur et 9 mètres de largeur, rempli de 443 000 litres d'eau ; il se reposait tout le reste de l'année.
Depuis le changement de propriétaire de Magic Forest en 2018, ce spectacle a totalement disparu, mettant fin à la pratique du plongeon à cheval aux Etats-Unis.

## Au cinéma
La vie de Sonora Webster a donné lieu à un film À cœur vaillant rien d'impossible, sorti en 1991 et basé sur son autobiograpie intitulée A Girl and Five Brave Horses publiée en 1961.

## Bien-être animal
Les spectacles de chevaux plongeurs reçoivent de virulentes critiques en matière de bien-être du cheval, ce qui contribue à diminuer leur popularité après la Seconde Guerre mondiale. Les chevaux, parfois forcés à plonger quatre fois par jour, tous les jours de la semaine, sont régulièrement victimes de fractures, de lésions internes, d'ecchymoses, et autres blessures aux jambes ou à la colonne vertébrale. Les enquêtes révèlent en outre l'utilisation de décharges électriques et de portes piégées pour les forcer à plonger. En 2012, une tentative de faire renaître ce spectacle à Steel Pier avorte grâce à la mobilisation de défenseurs du bien-être animal, qui portent une pétition. Le président de la Humane Society of the United States a déclaré : « This is a merciful end to a colossally stupid idea » (« C'est la fin miséricordieuse d'une idée extrêmement stupide »).